# IC 2206
IC 2206 — галактика типу *2 (подвійна зірка) у сузір'ї Корма.
Цей об'єкт міститься в оригінальній редакції індексного каталогу.